# Здовбиця (Рівненський район)
Здо́вбиця — село в Україні, у Рівненському районі Рівненської області. Центр Здовбицької територіальної громади. Населення становить 5 тисяч осіб.

## Населення
Згідно з переписом УРСР 1989 року чисельність наявного населення села становила 5082 особи, з яких 2436 чоловіків та 2646 жінок.
За переписом населення України 2001 року в селі мешкало 5046 осіб.

### Мова
Розподіл населення за рідною мовою за даними перепису 2001 року:
| Мова       | Чисельність | Відсоток |
| ---------- | ----------- | -------- |
| українська | 5002        | 98,72%   |
| російська  | 41          | 0,81%    |
| румунська  | 19          | 0,37%    |
| польська   | 3           | 0,06%    |
| інші       | 2           | 0,04%    |
| Усього     | 5067        | 100%     |

## Відомі люди

### Народилися
- Красовський Руслан Борисович (26 листопада 1968 - 10 вересня 2023) —  суспільний діяч, політик та військовий. Загинув у бою з росіянами 10 вересня 2023 на Херсонщині під час російсько-української війни.
- Мохначук Степан Степанович (3 січня 1931) — український економіко-географ, кандидат географічних наук, доцент Київського національного університету імені Тараса Шевченка.
- Шолудько Володимир Борисович (16 жовтня 1955) — скульптор, заслужений діяч мистецтв України, член Національної спілки художників України. Автор понад 10 пам'ятників та пам'ятних знаків в Україні.

### Померли
- Маєвський Анатолій Васильович («Уліян») — останній провідник ОУН на Волині.

## Галерея

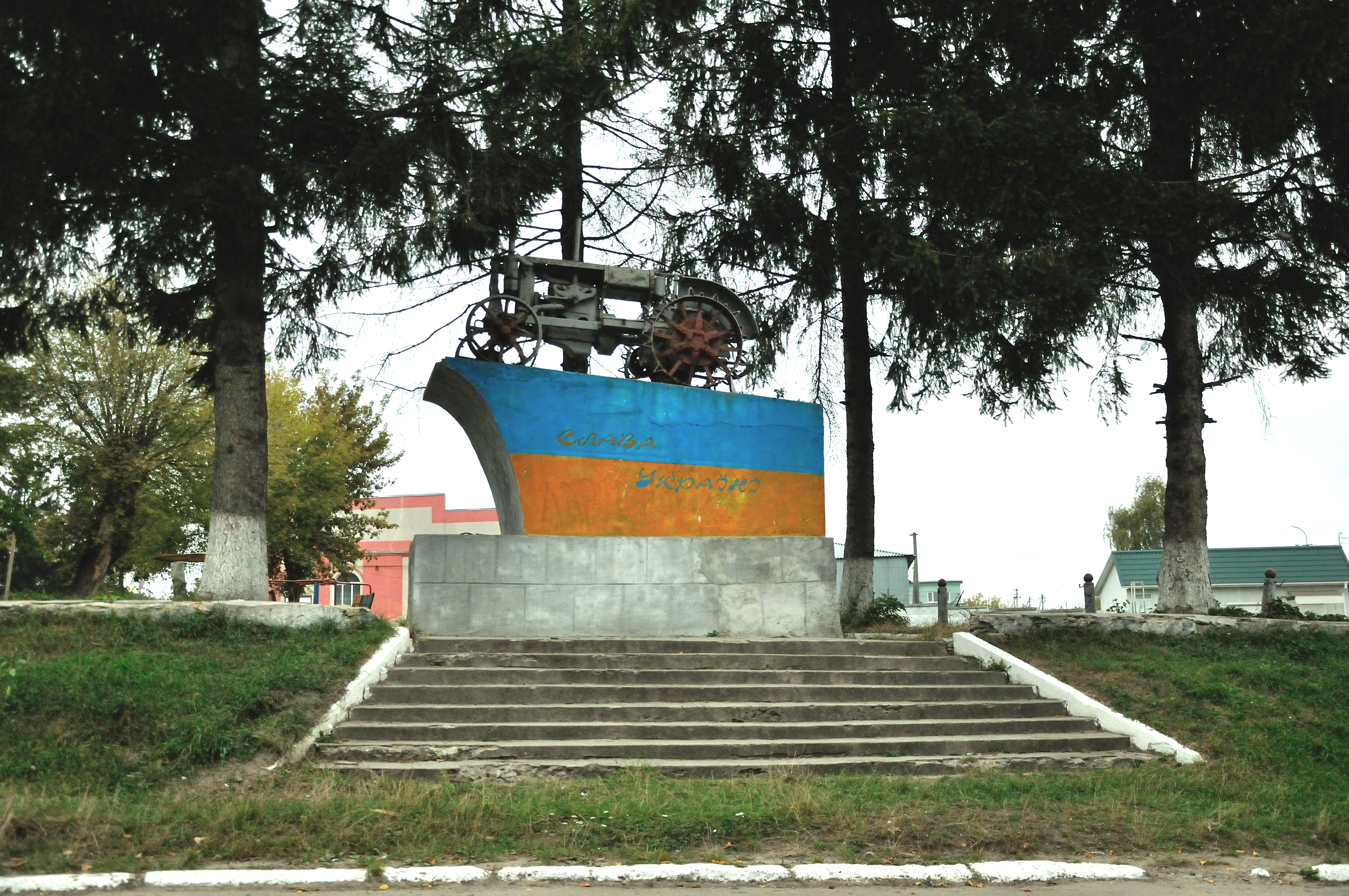
Пам'ятник першим механізаторам, с. Здовбиця, вул. Шосова
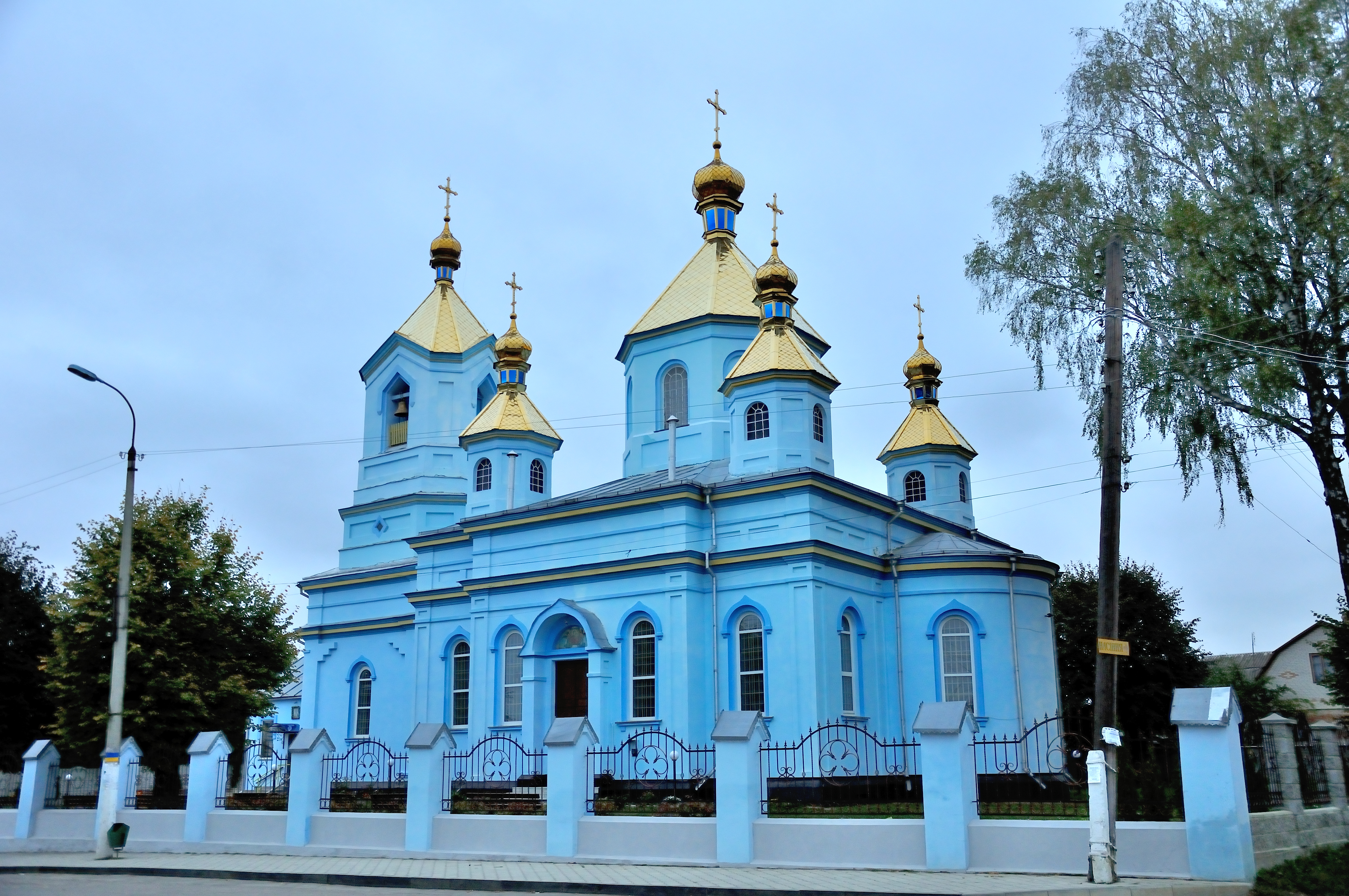
Михайлівська церква (мур.), с. Здовбиця, 1
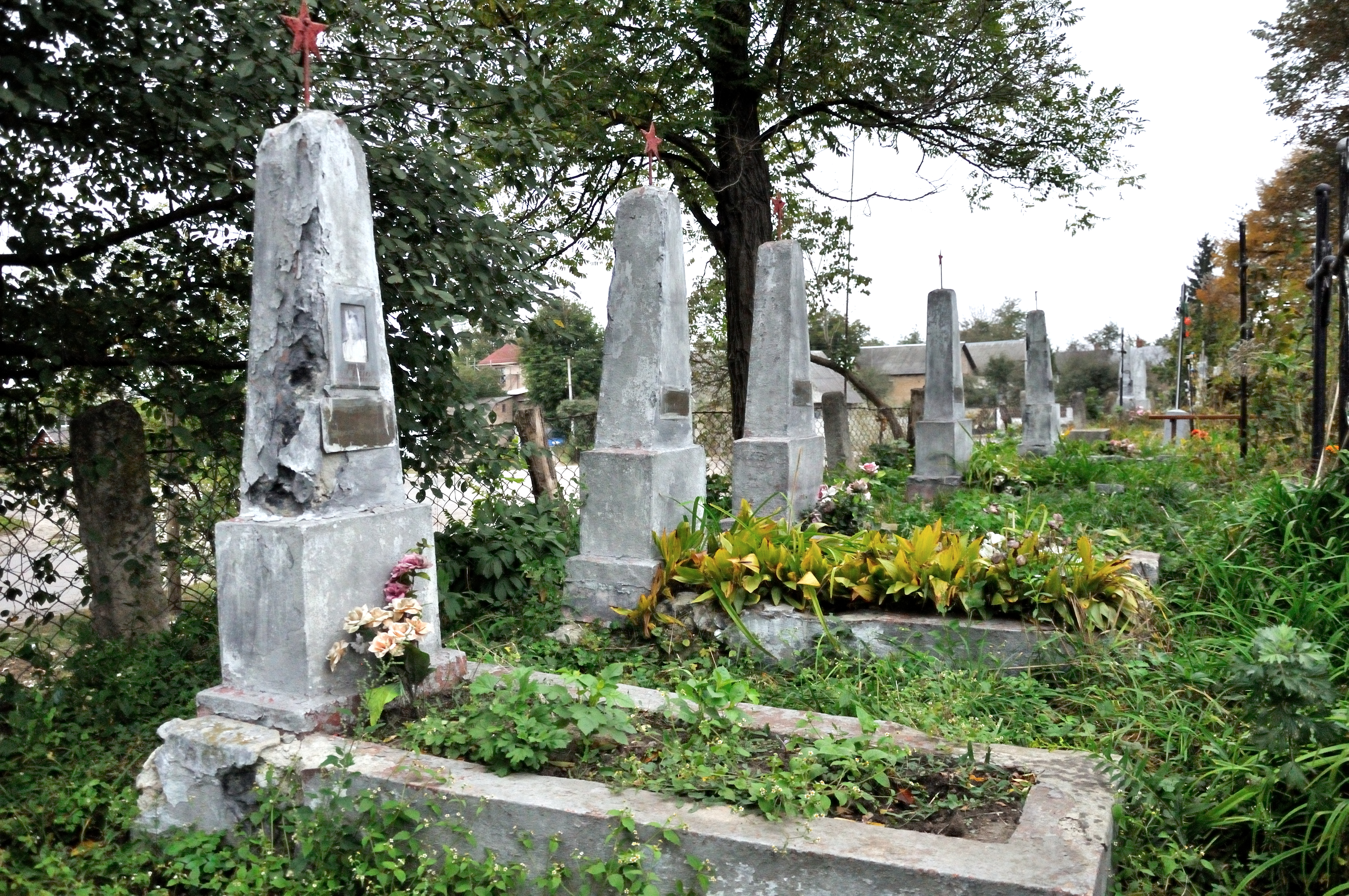
Група могил воїнів радянської армії, с. Здовбиця, громадське кладовище 2
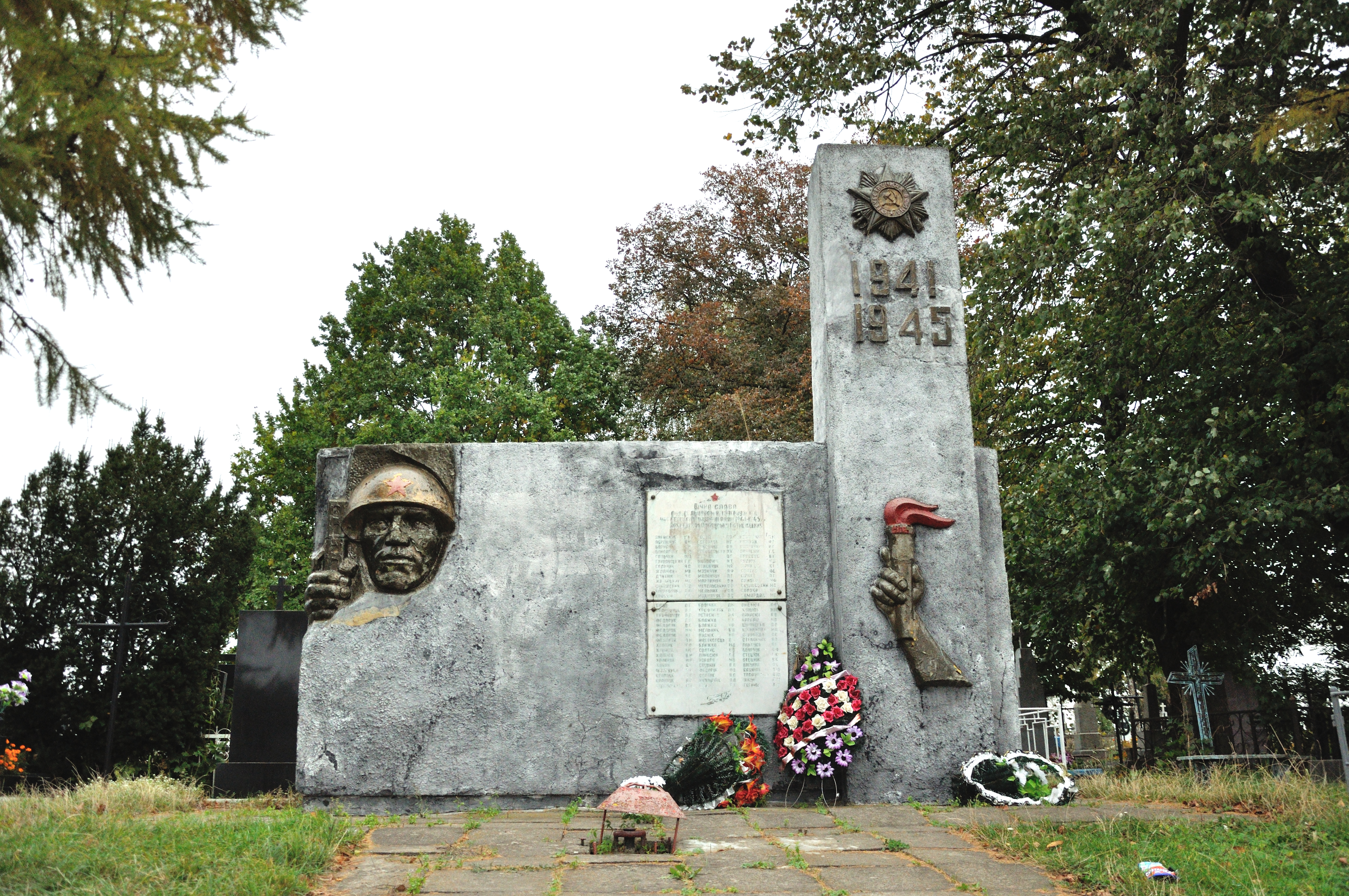
Пам'ятник воїнам-землякам, с. Здовбиця
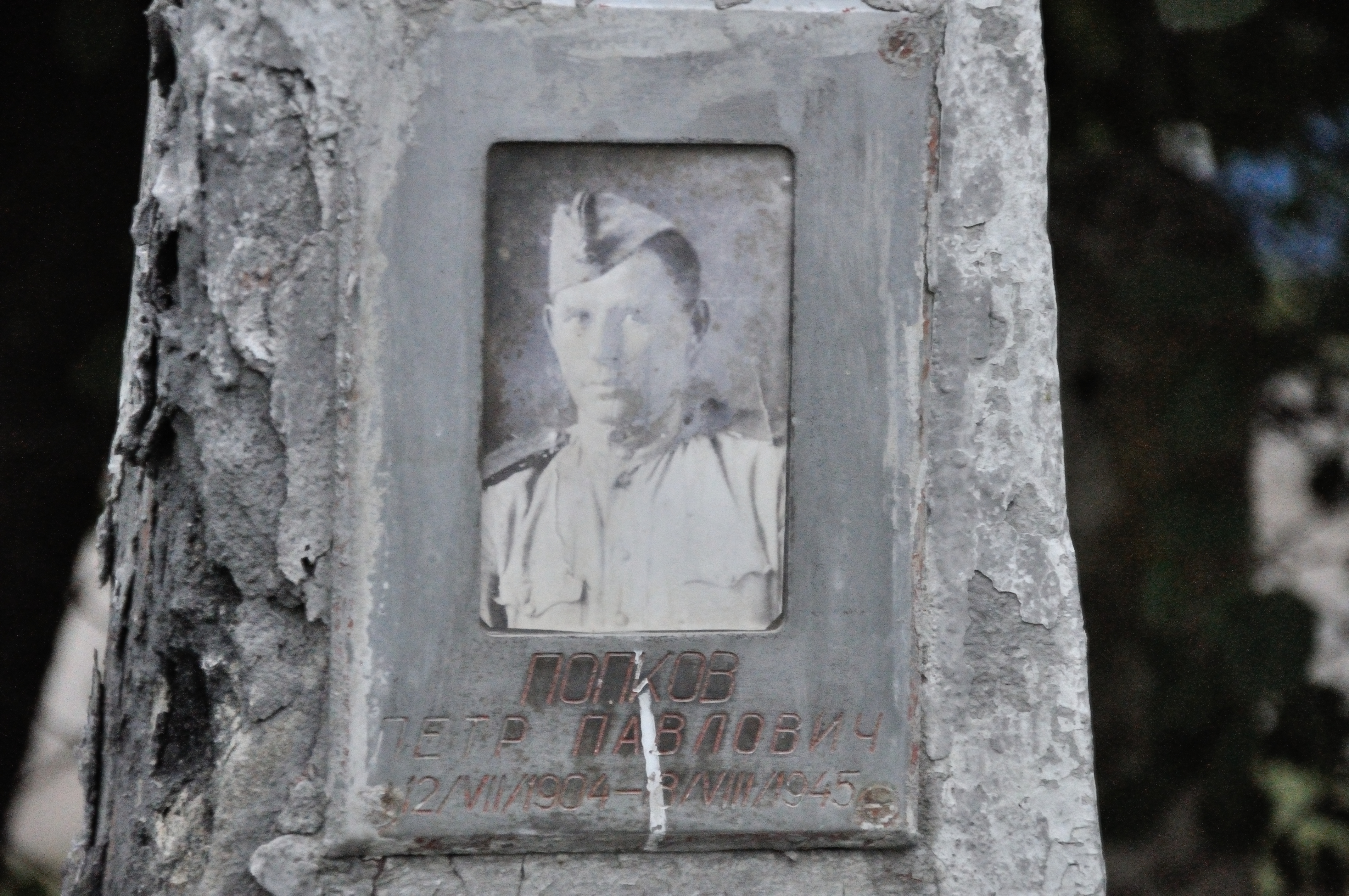
Група могил воїнів радянської армії, с. Здовбиця, громадське кладовище 3